# Albert Broome
Albert Henry Broome (30 tháng 5 năm 1900 - tháng 12 năm 1989) là một cầu thủ bóng đá người Anh. Ông thường thi đấu ở vị trí ở vị trí tiền đạo. Ông sinh ra ở Unsworth, Bury, Lancashire, thi đấu cho Oldham Athletic và Manchester United.